# Municipio de Granite City
El municipio de Granite City (en inglés: Granite City Township) es un municipio ubicado en el condado de Madison en el estado estadounidense de Illinois. En el año 2010 tenía una población de 27188 habitantes y una densidad poblacional de 919,05 personas por km².

## Geografía
El municipio de Granite City se encuentra ubicado en las coordenadas 38°42′48″N 90°7′43″O / 38.71333, -90.12861. Según la Oficina del Censo de los Estados Unidos, el municipio tiene una superficie total de 29.58 km², de la cual 27.47 km² corresponden a tierra firme y (7.15%) 2.12 km² es agua.

## Demografía
Según el censo de 2010, había 27188 personas residiendo en el municipio de Granite City. La densidad de población era de 919,05 hab./km². De los 27188 habitantes, el municipio de Granite City estaba compuesto por el 89.12% blancos, el 5.7% eran afroamericanos, el 0.39% eran amerindios, el 0.5% eran asiáticos, el 0.04% eran isleños del Pacífico, el 2.09% eran de otras razas y el 2.17% pertenecían a dos o más razas. Del total de la población el 5.16% eran hispanos o latinos de cualquier raza.